# Carl Mannich
Carl Ulrich Franz Mannich, född den 8 mars 1877 i Breslau, Tyskland, död den 5 mars 1947 i Karlsruhe, var en tysk farmaceutisk kemist och professor.

## Biografi
Mannich gick på gymnasiet i Weimar och senare i Berlin, vilket han dock lämnade utan att nå studentexamen, utan tog en praktikplats på ett apotek i Berlin i stället. Från 1898 studerade han i Marburg och Berlin och disputerade för doktorsexamen 1903 i Basel.
Från 1911 till 1917 var Mannich extraordinarie professor i farmaceutisk kemi i Göttingen men flyttade 1920 till Frankfurt. Mellan 1927 och 1943 Mannich var professor i farmaceutisk kemi vid universitetet i Berlin. Hans specialområden var ketobaser, alkoholbaser, derivat av piperidin, papaverin, laktoner och även digitalisglykosider.
Under åren mellan 1932 och 1934 var han ordförande i Deutsche Pharmazeutische Gesellschaft (DPhG). Vid årsskiftet 1946/1947, tog han över ledarskapet för farmaceutisk kemi vid Tekniska högskolan i Karlsruhe.

## Vetenskapliga insatser
Mannich är mest känd för sin upptäckt 1912 av en speciell form av aminoalkylering som namngivits till Mannichreaktion efter honom. Genom denna syntesmetod kunde han framställa ämnen som dittills varit svåra att komma åt som t. ex. 1,3-Ketamin. År 1912 kunde han beskriva den första syntetiska morfinglukosiden. Han ägnade också opiumalkaloider en serie verk 1917 och presenterade en metod för framställning av rena opiumextrakt.
Mannich har också utvecklat en metod för bestämning av morfin i opium, vilket möjliggjorde en exakt bestämning av effektiva doser, utan att behöva ta till komplicerade fysiologiska tester. Med sin syntes, bidrog han till kunskapen om strukturen av morfin. Genom införandet av serietester och detekteringssmetoder, till exempel metoder för polarimetrisk bestämning av stärkelse, vilket för detektion av borsyra i livsmedel eller mängden etanol i alkoholhaltiga drycker, har Mannich varit till stor hjälp inom farmakologin.

## Fotnoter
1. ↑  SNAC, SNAC Ark-ID: w6n37p2k, läs online, läst: 9 oktober 2017.[källa från Wikidata]
2. ↑  MAK, PLWABN-ID: 9810704509005606.[källa från Wikidata]
3. 1 2  Gemeinsame Normdatei, läst: 25 juni 2015.[källa från Wikidata]